# Mesoclistus aletaiensis
Mesoclistus aletaiensis är en stekelart som beskrevs av Wang 1983. Mesoclistus aletaiensis ingår i släktet Mesoclistus och familjen brokparasitsteklar. Inga underarter finns listade i Catalogue of Life.